# Dan Johnson
Dan Johnson is een Amerikaanse rockdrummer. Hij drumde bij Love and Death, Brian Welch, Red, The Sammus Theory, Back from Ashes, Mo Nasty, UO4 en Flaw.

## Biografie
Johnson groeide op in Pennsylvania en hij speelde tijdens zijn middelbareschooltijd in de band UO4. Na het begin van zijn meerderjarigheid in Phoenix begon zijn drumcarrière in Arizona bij de plaatselijke band Mo Nasty en na een poos vertrok hij naar The Sammus Theory. In 2009 vroeg Brian 'Head' Welch, de gitarist van Korn, aan Johnson om met Michael Valentine (basgitaar), Scott Von Heldt (gitaar), Ralph Patlan (gitaar) en Brian Ruedy (keyboards, programmering) zich aan te sluiten bij zijn nieuw te formeren band. In 2011 volgde Johnson Pete Hawley op, die de band Back from Ashes verliet. In februari 2012 contracteerde Back from Ashes de percussionist Bobby Anderson voor een langer verblijf bij de band. In 2012 werd openbaar dat Johnson de band Love and Death had geformeerd met Welsh en Valentine. In 2014 verliet drummer Joe Rickard de christelijke heavy metalband Red om zich te voegen bij Manafest als tourneedrummer. Johnson verving hem en speelde percussie op het vijfde album Of Beauty and Rage van de band. In januari 2019 werd Johnson een vast lid van Red. Eind 2015 trad Johnson op in meerdere shows met de Amerikaanse rockband Seasons After en in 2016 en 2017 met de Amerikaanse nu metalband Flaw.